# 1 Samodzielna Brygada Moździerzy
1 Samodzielna Brygada Moździerzy (1 SBM) – brygada moździerzy ludowego Wojska Polskiego.

## Formowanie i zmiany organizacyjne
Brygadę sformowana została na podstawie rozkazu nr 8 Naczelnego Dowódcy WP z dnia 20 sierpnia 1944, w rejonie Siedlec, jako jednostka artylerii odwodu Naczelnego Dowództwa.
25 września 1944 stan ewidencyjny brygady liczył 1208 żołnierzy (46% w stosunku do stanu etatowego, który liczył 2629 żołnierzy), w tym 138 oficerów (44% – 313), 41 podoficerów (5,4% – 756) i 1029 szeregowców (66% – 1560). Trzy miesiące później stan ewidencyjny brygady liczył 2590 żołnierzy (98,5% stanu etatowego), w tym 237 oficerów (76%), 455 podoficerów (60%) i 1898 szeregowców (121%). Proces formowania brygady zakończony został 7 stycznia 1945.
Do 4 maja 1945 podporządkowana była radzieckiej 47 Armii, a później weszła w skład 1 Armii WP i skierowana została do rejonu Nauen, gdzie zakończyła swój szlak bojowy.
1 SBM rozformowana została w listopadzie 1945 na podstawie rozkazu nr 0236/Org. ND WP z dnia 8 września 1945.

## Obsada personalna Dowództwa 1 SBM
- dowódca – płk Wasilij Jurin (4 IX 1944 – XI 1945)
- zastępca dowódcy ds. polityczno-wychowawczych – por. Feliks Wojtowicz
- szef sztabu
  - mjr Akim Asakow (4 IX – 20 X 1944)
  - ppłk Mikołaj Rogozin († 8 III 1945)
  - ppłk Łukasz Janowicz
  - mjr gw. Mikołaj Kuziubierdin

## Skład

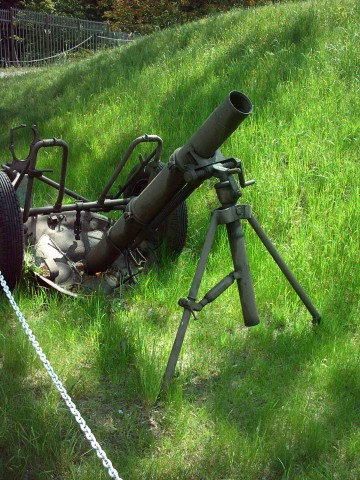
120 mm moździerz

- Dowództwo 1 Samodzielnej Brygady Moździerzy według etatu 08/535
  - sztab
  - wydział polityczno-wychowawczy
  - kwatermistrzostwo
  - bateria dowodzenia

- 5 pułk moździerzy według etatu 08/510
- 8 pułk moździerzy według etatu 08/510
- 10 pułk moździerzy według etatu 08/510
- 11 pułk moździerzy według etatu 08/510
- 13 park artyleryjski według etatu 08/536

Każdy z czterech pułków moździerzy składał się z dwóch dywizjonów a. trzy baterie a. dwa plutony ogniowe a. trzy moździerze. Razem 144 moździerze 120 mm. Stan etatowy brygady liczył 2629 żołnierzy.
Przy brygadzie funkcjonował, w oparciu o odrębny etat, Oddział Informacji 1 Samodzielnej Brygady Moździerzy kierowany przez kpt. Siemiona Konaczenkowa, a później kpt. Gabriela Śliwko.

## Działania bojowe
Brygada od 25 lutego 1945 przeszła cały swój szlak bojowy w składzie 1 Frontu Białoruskiego. Do bezpośrednich walk weszła w czasie operacji pomorskiej, walcząc od 8 marca do 28 marca w składzie 47 Armii gen. Franza Perchorowicza. Wspierała jednostki radzieckie na Pomorzu Zachodnim pod Szczecinem-Dąbiem, Gryfinem i historyczną Cedynią. Uczestniczyła w operacji berlińskiej, począwszy od walk nad Odrą, poprzez Kanał Hohenzollernów i miejscowości na północ od Berlina. Brała udział z wojskami radzieckimi w okrążeniu stolicy III Rzeszy od strony północno-zachodniej. Na przypadkowych utarczkach z grupami niedobitków zakończyła brygada swe działania bojowe.

Opinia dowódcy artylerii radzieckiej 125 Korpusu Piechoty, którego oddziały wspierała 1 Samodzielna Brygada Moździerzy: 

Dzięki skutecznemu ogniowi brygady dywizje korpusu przerwały silnie umocnioną obronę przeciwnika na zachodnim brzegu Odry, zajęły miasto Wriezen i posunęły się naprzód na 100 km, zajmując przy tym miasta Bernau, Hennigsdorf, Poczdam, Spandau i 93 inne osiedla.

Przez okres bojów brygada wzięła do niewoli 750 żołnierzy i oficerów i wyeliminowała z walk do 2000 żołnierzy i oficerów przeciwnika.
Najbardziej wyróżnił się 5 pułk moździerzy, który zniszczył 350 ludzi, biorąc do niewoli 590 żołnierzy i oficerów nieprzyjaciela.